# Бера (Ређо Емилија)
Бера је насеље у Италији у округу Ређо Емилија, региону Емилија-Ромања.
Према процени из 2011. у насељу је живело 25 становника. Насеље се налази на надморској висини од 673 м.